# Uttarkashi
Uttarkashi es una ciudad  y municipio situada en el distrito de Uttarkashi,  en el estado de Uttarakhand (India). Su población es de 6720 habitantes (2011). Se encuentra a orillas del río Bhagirathi. Es el centro administrativo del distrito.

## Demografía
Según el censo de 2011 la población de Uttarkashi era de 17475 habitantes, de los cuales 9601 eran hombres y 7874 eran mujeres. Uttarkashi tiene una tasa media de alfabetización del 90,36%, superior a la media estatal del 92,85%: la alfabetización masculina es del 95,51%, y la alfabetización femenina del 84,12%.